# Noah Allen
Noah David Allen (Pacific Grove, 1º febbraio 1995) è un cestista statunitense.